# Arp 220
Arp 220はへび座の方角2億5000万光年の距離にある銀河。2つの銀河が融合し衝突している姿である。ホルトン・アープのアープ・アトラスに収録された220番目の天体である。2銀河の融合は7億年前から始まっている。

## 特徴

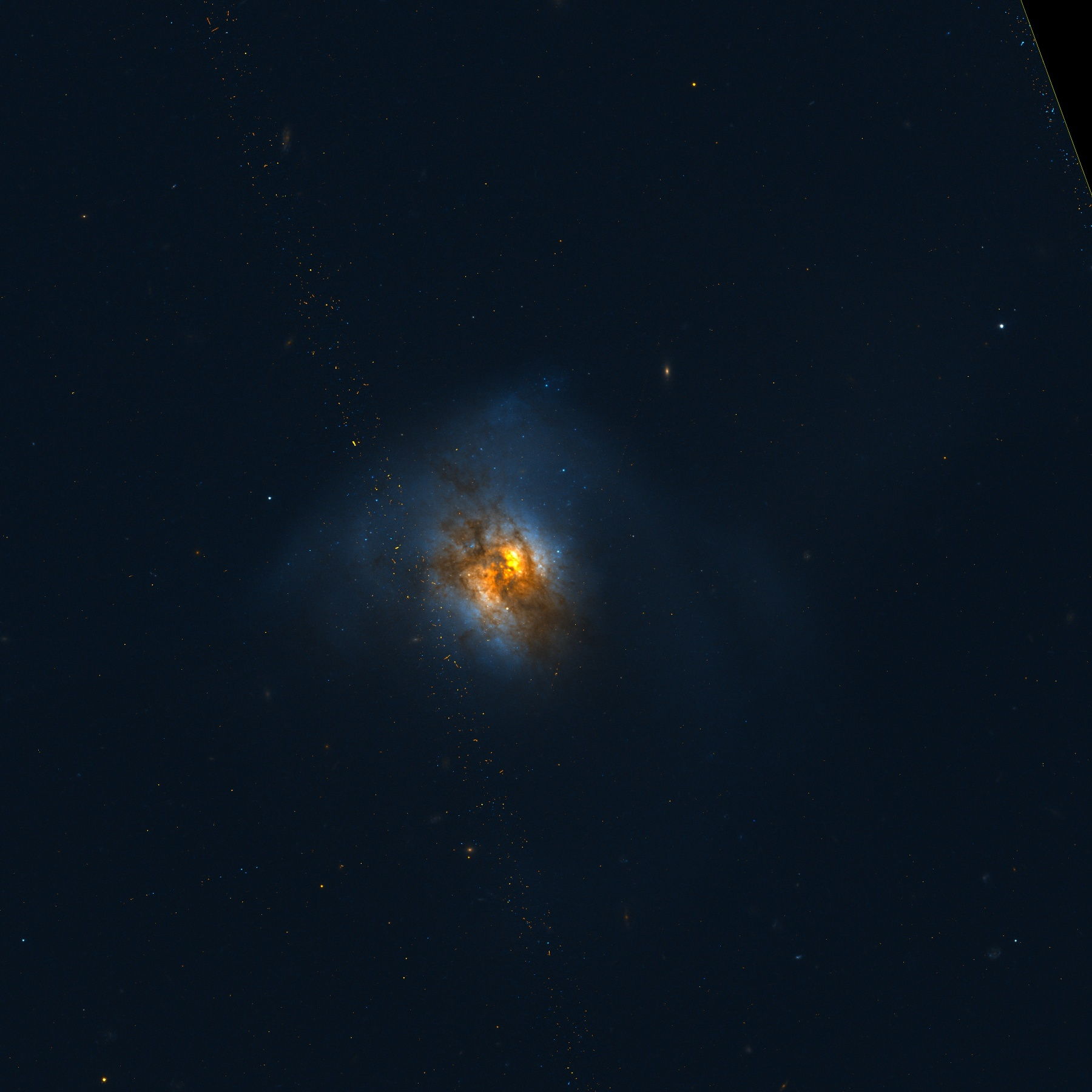
ハッブル宇宙望遠鏡によるArp 220

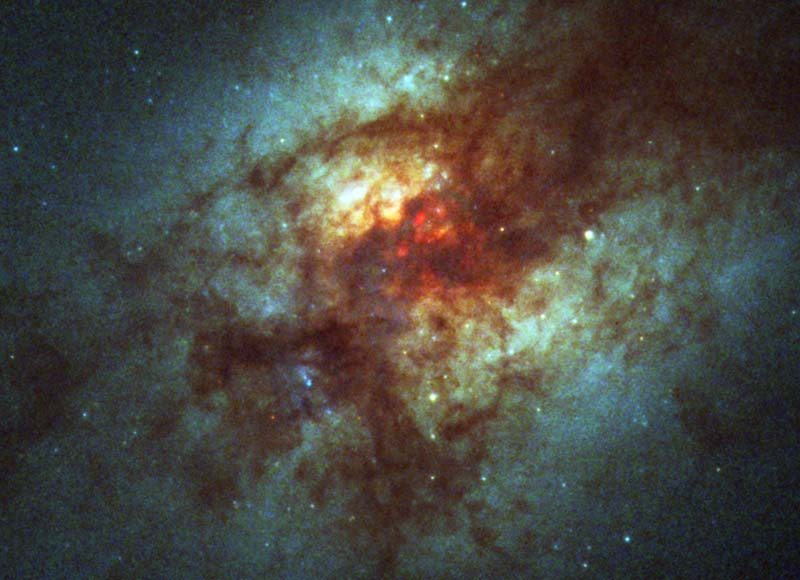
ハッブル宇宙望遠鏡によるArp 220

Arp 220は最も近い超高光度赤外線銀河 (ULIRG)である。そのエネルギー出力は赤外線天文衛星IRASによる観測で判明した。ULIRGの典型的な例とみなされ多くの研究結果をもたらした。そのエネルギー出力のほとんどは2つの銀河の融合によって引き起こされた爆発的な星生成活動 （スターバースト）によるものと考えられている。ハッブル宇宙望遠鏡は掃天観測用高性能カメラを用いた可視光での観測と、近赤外カメラ及び多天体分光器（NICMOS）を用いた観測を行い、200以上の巨大な星団が銀河中央にあることを明らかにした。これらの星団で最も大きいものは太陽質量の1000万倍はある。
チャンドラX線観測衛星とXMM-Newtonによると、Arp 220はおそらく活動銀河核を持っている。Arp 220は銀河の融合と活動銀河核の間にある興味深い疑問を投げかけている。なぜなら銀河の衝突はスターバーストの引き金と考えられており、活動銀河核へのエネルギー供給は超大質量ブラックホールによるものと考えられているからである。
ジェームズ・クラーク・マクスウェル望遠鏡にあるSCUBAのような機器を使用したサブミリ波での観測では、驚くべきことにArp 220のような超高光度赤外線銀河が多数見つかっている。
2008年にはアレシボ天文台の天文学者が有機分子を発見している。
Arp 220は少なくともOHメガメーザーと水メーザーのメーザー源を持っている。
2011年10月、記録破りな7つもの超新星が発見された。